# Brian Cassidy
Detektiv Brian Cassidy je fiktivni lik iz serije Zakon i red: Odjel za žrtve kojeg je u 1. sezoni tumačio Dean Winters.

## Pregled lika
Iako je najmlađi i najneiskusniji detektiv u postaji, Cassidy ima snažnu želju da strpa silovatelje i zlostavljače u zatvor, no nedostaje mu profesionalnosti i iskustva kako bi se suočio s jako ozbiljnim seksualnim zločinima i objektivnosti pri razgovoru sa žrtvama i optuženima. Puno puta nije mogao kontrolirati svoj bijes tijekom slučaja, što je nekad izazivalo neslogu između njega i njegovih kolega, naročito kada su mu se oni izrugivali da mu nedostaje sofisticiranosti. 
Iako je daleko od intelektualca, Cassidy je jako talentiran i brzo shvaća stvari. Jako se trudi kako bi učio od ostalih članova odjela, posebno od Muncha, kojeg gledao kao lik brata/mentora. Problematičniji odnos imao je s Oliviom Benson s kojom je imao i kratku aferu koju je ona završila, unatoč Cassidyjevom protivljenju, kada su se previše zbližili, što je utjecalo na njezin posao. 
S vremenom su stravični zločini s kojima je odjel imao posla počeli utjecati na njega. Konačno je puknuo u epizodi "Disrobed" kada ga je Donald Cragen poslao da provjeri jednu stariju žrtvu silovanja. Kada mu je ona jako detaljno opisala svoje silovanje i kada je vidio u kako je lošem stanju sada, Cassidy je odlučio otići iz Odjela za žrtve, a na savjet (i uz pomoć) kapetana Cragena premjestio se u Odjel za narkotike.